# Montussan
 Montussan  là một xã thuộc tỉnh Gironde trong vùng Nouvelle-Aquitaine tây nam nước Pháp.